# SC Drente in het seizoen 1968/69
Het seizoen 1968/1969 was het 13e jaar in het bestaan van de Klazienaveense betaaldvoetbalclub SC Drente. De club kwam uit in de Nederlandse Tweede divisie en eindigde daarin op de 12e plaats. Tevens deed de club mee aan het toernooi om de KNVB beker, hierin werd de club in de eerste ronde uitgeschakeld door Sparta (0–1).

## Wedstrijdstatistieken

### Tweede divisie
|       | AGOVV | Baronie | EDO   | Excelsior | Fortuna | Gooiland | De Graafschap | Heerenveen | Hermes DVS | Limburgia | NOAD  | PEC   | Roda JC | Velox | FC VVV | ZFC   | Zwolsche Boys |
| ----- | ----- | ------- | ----- | --------- | ------- | -------- | ------------- | ---------- | ---------- | --------- | ----- | ----- | ------- | ----- | ------ | ----- | ------------- |
| Thuis | 6 – 2 | 2 – 4   | 6 – 0 | 0 – 1     | 0 – 2   | 1 – 0    | 0 – 3         | 1 – 1      | 2 – 0      | 2 – 2     | 3 – 1 | 3 – 2 | 2 – 4   | 7 – 2 | 3 – 1  | 2 – 1 | 0 – 1         |
| Uit   | 1 – 5 | 1 – 1   | 3 – 1 | 2 – 1     | 3 – 0   | 2 – 0    | 4 – 2         | 1 – 0      | 0 – 0      | 3 – 2     | 1 – 4 | 0 – 1 | 3 – 1   | 4 – 0 | 3 – 2  | 1 – 0 | 1 – 2         |

### KNVB beker
| 1e ronde                                               | SC Drente | 0 – 1 (0 – 1) | Sparta           |
| 15 september 1968 Plaats: Klazienaveen Mr. Ovingstraat |           |               | 18' Jan Klijnjan |

## Statistieken SC Drente 1968/1969

### Eindstand SC Drente in de Nederlandse Tweede divisie 1968 / 1969
| Stand | Gespeeld | Gewonnen | Gelijk | Verloren | Punten | Doelpunten voor | Doelpunten tegen |
| ----- | -------- | -------- | ------ | -------- | ------ | --------------- | ---------------- |
| 12e   | 34       | 13       | 4      | 17       | 30     | 62              | 60               |

### Topscorers
| #      | Naam            | Goal |
| ------ | --------------- | ---- |
| 1.     | Gerrie de Jonge | 20   |
| 2.     | Tonny Roosken   | 12   |
| 3.     | Wout Bosman     | 9    |
| 4.     | Ab Groenewold   | 5    |
| 5.     | Frens Doldersum | 4    |
| 5.     | Luc Gerdes      | 4    |
| 5.     | Jan Mink        | 4    |
| 8.     | Henk de Groote  | 2    |
| 9.     | Bé Klaster      | 1    |
| 9.     | Riekus Nieborg  | 1    |
| Totaal | Totaal          | 62   |

| #      | Naam        | Goal |
| ------ | ----------- | ---- |
| –      | Geen speler | 0    |
| Totaal | Totaal      | 0    |

## Voetnoten
AGOVV · Baronie · SC Drente · EDO · Excelsior · Fortuna · Gooiland · De Graafschap · Heerenveen · Hermes DVS · Limburgia · NOAD · PEC · Roda JC · Velox · FC VVV · ZFC · Zwolsche Boys